# Camponotus vinosus
Camponotus vinosus är en myrart som först beskrevs av Smith 1858.  Camponotus vinosus ingår i släktet hästmyror, och familjen myror. Inga underarter finns listade.